# Arsenio Jimeno
Arsenio Jimeno Velilla (Fuentes de Jiloca, 7 de octubre de 1909 - Zaragoza, 1991) fue un político, periodista y sindicalista aragonés.
Fue un militante histórico del PSOE y de la UGT en Aragón. Se unió en 1923 a estas organizaciones y las Juventudes Socialistas y se convirtió, con 24 años en 1933, en el primer secretario de la Federación Aragonesa de Agrupaciones Socialistas (FAAS), presidente de la Juventud Socialista de Aragón y miembro del Comité Nacional del PSOE.
Durante la Guerra Civil Española fue Consejero de Instrucción Pública en el Consejo de Aragón dirigido por Joaquín Ascaso. En la Segunda Guerra Mundial luchó en la Resistencia Francesa. Después, desde París y Tolosa, dirigió los periódicos del PSOE en el exilio como El Socialista o España Obrera.
No volvió a su tierra hasta la muerte del general Francisco Franco. Fue entonces nombrado presidente histórico de la Federación Socialista Aragonesa, federación regional del PSOE en Aragón hasta su fusión con el Partido Socialista de Aragón (PSA).
El centro de formación de la UGT en la Actur se clama Arsenio Jimeno en homenaje de su sindicato.